# Empalme Graneros
Empalme Graneros es un barrio tipo Industrial - Residencial y Comercial del noroeste de la ciudad de Rosario, Argentina. Operan gran cantidad de talleres metalúrgicos, carpinterías, distribuidoras y diferentes comercios.
Sus habitantes han sufrido, a lo largo de su historia, inundaciones debido a los desbordes del Arroyo Ludueña que lo atraviesa. Sólo la construcción aguas arriba de la "Presa Aliviadora" sobre el curso, trajo alivio a la barriada, logro conseguido por el movimiento NU.MA.IN. (Nunca más inundaciones) llevado a cabo por los vecinos. Sin embargo, se estima que podrían repetirse los devastadores efectos que ocasionaría la reiteración del "Ciclo Climático Húmedo Florentino Ameghino", que transcurrió entre 1870 y 1920, teniendo como referencia los 2018 del mm/año 1900), con el actual supuesto "Hemiciclo Húmedo 1973 a ¿2020? que ha "corrido la isohieta del "Hemiciclo Seco Provincia de La Pampa" 1920 a 1972, de 930 mm a 1240 mm. Esta situación reflota viejos miedos sobre posibles inundaciones. Recién en abril de 2011, el gobierno provincial llamó a licitación, para la construcción de la primera etapa del Aliviador III, que consiste en la construcción de un conducto pluvial por debajo de calle Sorrento, hacia el río Paraná. También está proyectada a futuro la segunda etapa que consiste en un conducto que se desarrollará 2/3 partes, por debajo de calle Grandoli. Sin embargo, el Secretario de Aguas provincial, Fernando Mussi, afirmó al respecto: "El Aliviador 3 no es prioritario, ya avisaremos cuándo la haremos".